# نخبيت
| n | x | b | M22 | t | mwt |

| n | x | b | M22 | t | mwt |

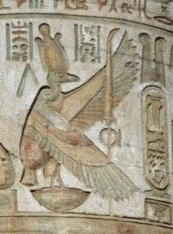
نخبت مع الصولجان و خاتم شن

 نخبت (/ˈnɛkˌbɛt/ ؛  تنطق أيضًا نخبيت) كانت إلهة محلية (إلهة النسر) في وقت مبكر من عصر ما قبل الأسرات في الأساطير المصرية القديمة، والذي كان راعي مدينة نَخِب. في النهاية، أصبحت راعية مصر العليا وأحد الإلهين الراعين لكل مصر القديمة عندما تم توحيدها.

## الأساطير
كان أحد أقدم المعابد هو ضريح نخبت في نخب (يشار إليه أيضًا باسم الكاب). كانت المدينة المصاحبة لـ نخب، العاصمة الدينية والسياسية لمصر العليا في نهاية فترة عصر ما قبل الأسرات (3200 - 3100 قبل الميلاد) وربما أيضًا خلال أوائل الأسرات الفترة (3100-2686 قبل الميلاد). يعود تاريخ التسوية الأصلية في موقع Nekhen إلى نقادة أنا أو ثقافات حضارة البداري المتأخرة. في أوجها، من حوالي 3400 قبل الميلاد، كان عدد سكان نخن 5000 على الأقل وربما يصل إلى 10000 نسمة.
كانت نخبت إله الوصاية في صعيد مصر. غالبًا ما ظهرت نخبت ونظيرتها مصر السفلى إيان وادجيت معًا باسم «سيدتان». كان أحد الألقاب لكل حاكم هو اسم «نبتي»، والذي بدأ بالهيروغليفية لـ «[s / هي] للسيدتين».
في الفن، صورت نخبت على أنها عقاب. حدد ألان جاردنر الأنواع التي استخدمت في الأيقونات الإلهية على أنها نسر أسمر. ومع ذلك، يجادل آرييل ب. كوزلوف بأن العقبان في فن المملكة المصرية الحديثة، بمناقيرها ذات الرؤوس الزرقاء والجلد المترهل، تشبه بشكل أفضل نسر أذون.
في عصر الدولة الحديثة، ظهر العقاب بجانب الصل على أغطية الرأس التي دُفن بها الملوك. يتم تفسير الصل والنسر تقليديًا على أنهما وادجيت ونخبت، لكن إدنا ر. روسمان اقترحت أنهما في هذا السياق يمثلان إيزيس ونفتيس، وهما من الآلهة الجنائزية الكبرى، بدلاً من ذلك.
عادة ما كانت تُصوَّر نخبت وهي تحوم، مع جناحيها منتشرين فوق الصورة الملكية، ممسكة بـ رمز شين (تمثل الحماية المطوقة الأبدية)، غالبًا في مخالبها.